# Tetartostylus phaeometopus
Tetartostylus phaeometopus är en insektsart som beskrevs av Pieter D. Theron 1982. Tetartostylus phaeometopus ingår i släktet Tetartostylus och familjen dvärgstritar. Inga underarter finns listade i Catalogue of Life.